# HD 92063
HD 92063, также известная как t¹ Киля (t¹ Car), — звезда в созвездии Киля. t¹ Киля представляет собой оранжевый гигант спектрального класса К, с видимой звёздной величиной +5.08. Он удалён от Земли на 269 световых лет.
Невооружённым глазом видна только зоркими людьми и только в хорошую погоду (ясное небо). На территории России не наблюдается, видна только к югу от 30° с. ш.
Масса звезды в 3 раза больше солнечной, радиус — 11 солнечных. Звезда ярче Солнца в 55 раз, температура поверхности — 4900 кельвинов.